# شجرة الحياة (مفهوم)

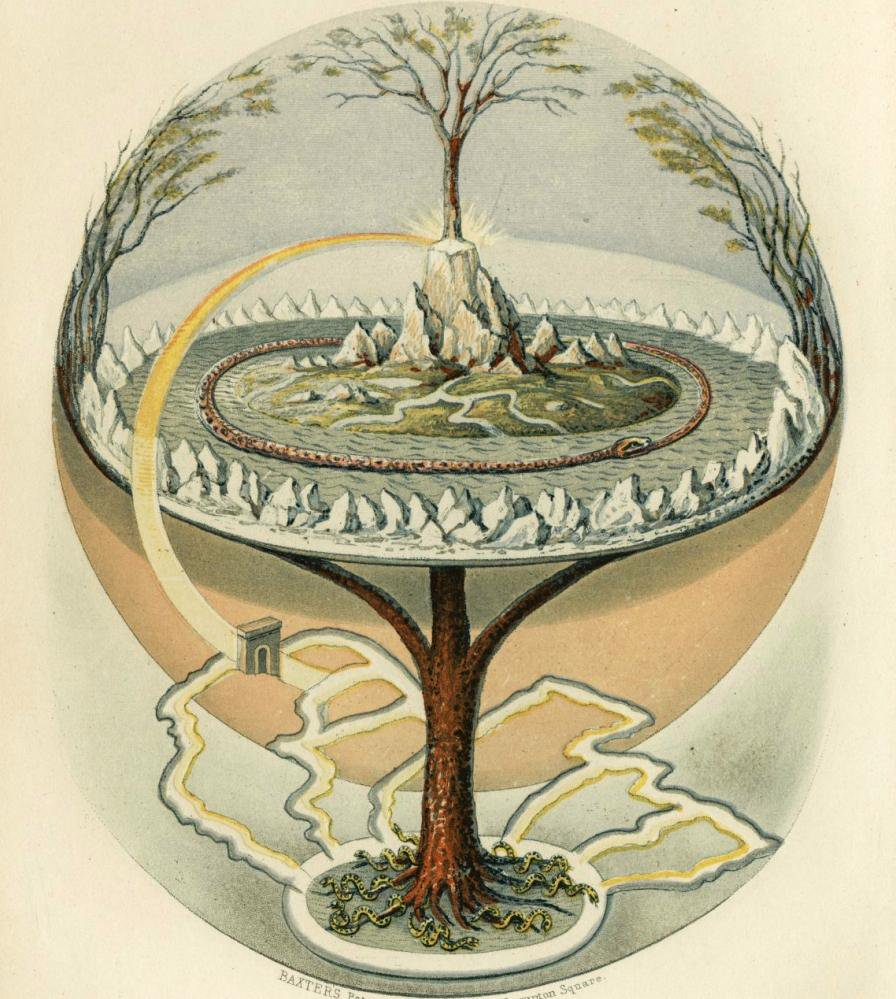
لوحة تمثل شجرة إغدراسيل من الميثولوجيا النوردية التي تريط تواجد العوالم التسعة

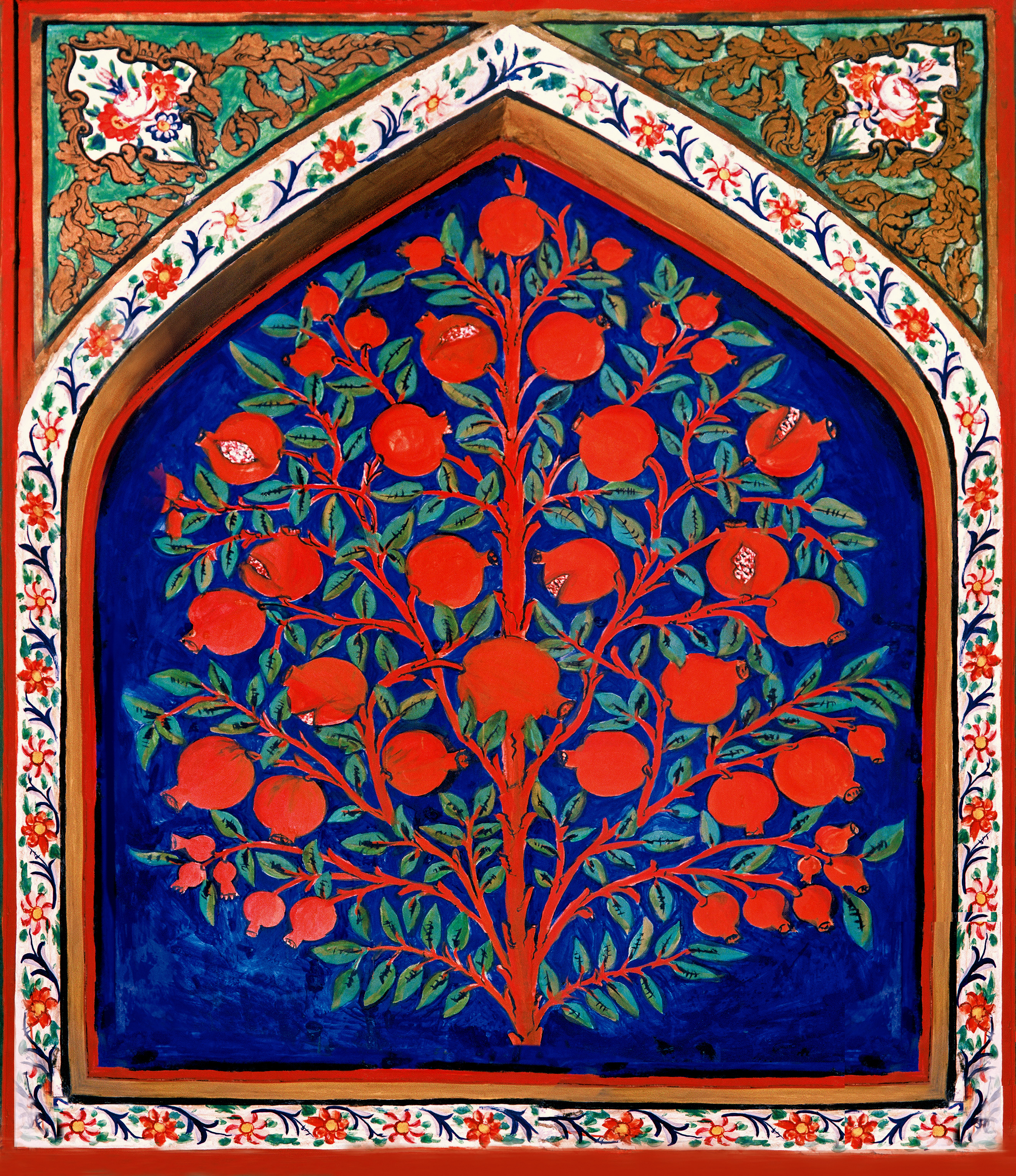
1لوحة من القرن السابع عشر موجودة في قصر الخان في أذربيجان وتمثل شجرة الحياة

شجرة الحياة هي رمز أساسي في العديد من الأساطير والأديان والفلسفات حول العالم. وهي مرتبطة بفكرة الشجرة المقدسة. شجرة معرفة الخير والشر وشجرة الحياة اللتان تظهران في جنة عدن في سفر التكوين كجزء من المعتقدات اليهودية حول الخلق، بالإضافة إلى الشجرة التي تربط بين السماء والعالم السفلي مثل "إغدراصيلة"، هي أشكال من "شجرة العالم" أو "شجرة الكون". يتم تمثيلها في ديانات وفلسفات متعددة كالشجرة نفسها.
اقترح سيمو باربولا أن مفهوم شجرة الحياة التي تحتوي على عقد مختلفة تضم جوانب متعددة من الواقع يعود إلى الإمبراطورية الآشورية الحديثة في القرن التاسع قبل الميلاد. نسب الآشوريون قيمًا أخلاقية وأرقامًا محددة إلى آلهة بلاد ما بين النهرين بشكل مشابه للقبالة، ويدعي سيمو أن الدولة ربطت هذه القيم والأرقام بصور الأشجار المقدسة كنموذج للمَلِك، بما يشابه فكرة آدم قدمون، بعبارة أخرى، سيمو يقول إن الآشوريين استخدموا أشجارًا رمزية كطريقة لتمثيل الملك كصورة إلهية، بشكل مشابه للطريقة التي تمثل بها القبالة الإنسان الأول «آدم قدمون» كصورة شاملة للخلق الإلهي. ومع ذلك، يؤكد جيه إتش تشايز أن «الإيلان أو الشجرة» يجب اعتبارها مستوحاة بشكل أساسي من شجرة بورفيريو وخرائط الكرات السماوية، وليست من مصادر قديمة افتراضية، سواء كانت آشورية أو غيرها.
تعود بدايات القبالة إلى العصور الوسطى، مع ظهور بهير والزوهار. ورغم أن أقدم المخطوطات القبالية العبرية التي تعود إلى أواخر القرن الثالث عشر تحتوي على رسومات، بما في ذلك واحدة بعنوان «شجرة الحكمة»، إلا أن شجرة الحياة الأيقونية الحالية ظهرت في القرن الرابع عشر.
ظهر التمثيل الأيقوني لشجرة الحياة لأول مرة على غلاف الترجمة اللاتينية لكتاب بوابات النور في عام 1516. وقد تعقّب الباحثون أصل العمل الفني المستخدم على غلاف بوابات النور إلى يوهان رويشلين.

## في الدين والأساطير
استعمل مفهوم الشجرة في الفلكلور والتراث والمرويات وأساطير كتعبير للخلود والخصوبة والتي تأثرت بالرمزية الدينية.

### بلاد الفرس القديمة
في أساطير بلاد فارس ما قبل الإسلام، شجرة العالم هي شجرة ضخمة تحمل كل أنواع البذور. ومن المرويات أن أهريمان، إله الشر، خلق ضفدع مهمته القضاء على الشجرة لمنع نمو بقية الأشجار على الأرض. بالمقابل، قام أهورامزدا، إله الخير، بوضع سمكتين تحرسان الشجرة. وبهذا، تقترب فكرة شجرة العالم الفارسية من فكرة شجرة الحياة نفسها.
ومن الأساطير الإيرانية القديمة شجرتي الماشي والماشيان اللتين تعتبران أصل كل شيء حي على الأرض.

### عند الفراعنة
في أسطورة تاسوع هيليوبوليس الفرعونية، ولدتا إيزيس، إلاهة القمر والأمومة وأوزيريس، إله البعث، من شجرة طلح والتي تعتبر شجرة كل شيء حي.

### عند الأرمن
كانت شجرة الحياة في المرويات الأرمنية رمزية دينية ترسم على جدران المعابد والقلاع وتنحت على درع المحاربين. وكان للشجرة فرع مقسمة بالتساوي من الناحيتين اليمنى واليسرى وعليها ثلاث ورقات، واحدة على كل فرع وواحدة في أعلى الشجرة. كما يوجد شخصين على كل جنب من الشجرة رافعين إحدى يديهما إلى الأعلى كرمز لعنايتهما بالشجرة.

### عند الآشوريين
كان الآشوريون يعتبرون شجرة الحياة رمز ديني مهم ورسموها كمجموعة من العقد المتصلين بخطوط متداخلة وكان يخدمها آلهة برؤوس نسور وكهنة وحتى ملوك. لم يصل باحثو علم الآشوريات إلى تفسير موحد لمعناها.

### عند البهائيين
اعتبر البهائيون شجرة الحياة كتعبير للمظهر أي الرسول، المعلم الكبير الذي يظهره الله للبشرية بين الفينة والأخرى. فالمظهر هو جذور وساق الشجرة بينما أتباعه هم الفروع والأوراق. أما الثمار فتدل على التطور والرقي.

### عند الصينيين
في معتقد الطاوية أنها شجرة دراق، تثمر مرة كل ثلاثة آلاف سنة ومن يتناول ثمارها يحصل على الخلود. ومن المكتشفات الأثرية في سيشوان الصينية مذبح يحتوي على ثلاث شجرات برونزية على قاعدتهم تنين وعلى اعلاهم طير فينيق ذو مخالب طويلة.

### عند المسيحيين
ذكرت شجرة الحياة في سفر الرؤيا 22 حين وصفت بشجرة تحمل 12 محصولا من الفاكهة التي تنبت كل شهر وثمارها لديها ملكة شفاء الشعوب. أما في الكاثوليكية، ترمز شجرة الحياة إلى طهارة البشرية من الخطيئة الأولى قبل السقوط. كما أعلن بندكت السادس عشر أن الصليب هو شجرة الحياة. كما شرح القديس بونافينتور أن ثمار شجرة الحياة الشافية هو المسيح. أن جسد ودم المسيح هما ثمار الشجرة. أما في الكنيسة الشرقية‘ فشجرة الحياة هي محبة الله.

### في الشرق الأوسط
ذكرت ملحمة جلجامش أن إتانا بحث عن نبتة تعطي الحياة ليحصل على ابن. وهذه من الأدلة أن فكرة شجرة الحياة كانت منتشرة منذ العصور القديمة. وفي كتاب ألف ليلة وليلة، هناك قصة بليقة التي تروي مغامرات عن البحث عن الخلود ووصفت شجرة مرصعة بالجواهر بالقرب من ينبوع الشباب يحرسها الخضر.

### في اليهودية

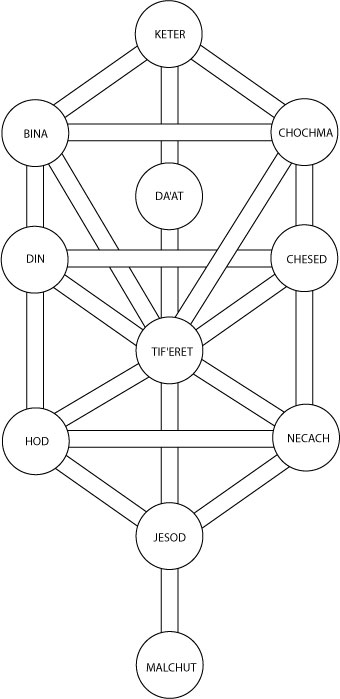
شجرة الحياة في الكابالا

في اليهودية، لشجرة الحياة العديد من المفاهيم والإستعمالات. يلفظ المصطلح كـ«إتز خاييم». ففي سفر الأمثال، ترمز إلى التوراة نفسها كما ترمز إلى الحكمة والروية. أما في سفر الخروج فهي الشجرة التي طرد بسسببها أدم وحواء من الجنة حتى لا يتناولا ثمارها التي تمنح الحياة الأبدية. كما ذكر في سفر أخنوخ أنه في يوم القيام، سيقدم الله ثمرة من شجرة الحياة لكل من ذكر اسمه في كتاب الحياة. كما يستعمل ليصف اليشيفا والكنيس والأدب الحاخامي. كما يستعمل في تسمية عصي لفافات التوراة.
في عالم الغموضية اليهودية، تصور شجرة الحياة بعشرة عقد مترابطة والتي تعتبر رمزا محوريا للكابالا. تحتوى على تعداد القوة في العالم الإلهي.

### في أفريقيا
يعتبر الرستافاريين، أن عشبة القنب المخدرة هي شجرة الحياة. أما في ديانة شعب السيرير في السنغال، فإن شجرة الحياة هي أساس التكوين في معتقداتهم، إذ أن الشجر هي أول الأحياء التي خلقها روخ، الإله الأعظم.

## العلوم

شجرة الحياة البيولوجية

شجرة الحياة في العلوم وتشبيه يستعمل كشرح لعلاقة الكائنات الحية ببعضها في ميدان التطور. وفي كتابه «أصل الأنواع»، حاول داروين شرح فكرته حول التطور الأحياء عن طريق رسم متشعب يشابه الشجرة. وبعدها، عند محاولة فهم العلاقة بين المخلوقات عن طريق دراسة الحوامض الجينية، استعمل كارل وويس، رائد إعادة تنظيم علم التصنيف، فكرة شجرة الحياة لوصف نتائجه. ومشروع شجرة الحياة على الإنترنت، هو مشروع يجمع ويعرض المعلومات المجمعة في مجالي علم الوراثة العرقي والتنوع الحيوي يتشارك في إنتاجه علماء الأحياء من حول العالم. وفي علم تشريح الأعصاب، يستعمل مصطلح «أربور فيتاي» (باللاتينية: Arbor vitae)، أي شجرة الحياة، لوصف نمط تشعبات القشرة المخية في المادة الرمادية في الدماغ والمادة البيضاء في المخيخ.
"

## الثقافة العامة

### الفنون
يوجد منحوتة معدنية لشجرة الحياة في ويسكونسن بارتفاع طابقين ونصف. كما رسم غوستاف كلمت شجرة الحياة.

## اقرأ أيضا
- شجرة الحياة (الكتاب المقدس)
- الشجرة المحرمة
- شجرة الحياة (البحرين)
- شجرة الحياة (الأردن)
- شجرة الحياة (أحياء)
- شجرة عيد الميلاد (تقاليد)
- الكلانية